# Груссе, Максим
Макси́м Груссе́ (фр. Maxime Grousset; род. 24 апреля 1999, Нумеа) — французский пловец, бронзовый призёр Олимпийских игр 2024 года, трёхкратный чемпион мира, двукратный чемпион Европы, призёр чемпионатов мира и Европы. Специализируется на дистанциях вольного стиля и баттерфляем.

## Биография
Родился 24 апреля 1999 года в Нумеа, в Новой Каледонии.
На чемпионате мира 2019 года в корейском Кванджу выступал в составе национальной сборной Франции. Выступал как на индивидуальных дистанциях, так и в эстафете. В составе французской команды в смешанной эстафете 4 по 100 метров комплексным плаванием завоевал бронзовую медаль. В этом же году на чемпионате Европы, в 25-метровом бассейне, также выиграл бронзовую медаль в смешанной эстафете.
В 2021 году принял участие в соревнованиях летних Олимпийских игр в Токио. На дистанции 100 метров вольным стилем был четвёртым, в эстафетном заплыве 4 по 100 вольным стилем в составе французской команды стал шестым.
В 2022 году на чемпионате мира в Будапеште завоевал две медали. На чемпионате Европы в Риме стал чемпионом в смешанной эстафете 4 по 100 метров вольным стилем.
На чемпионате мира 2023 года в Фукуоке завоевал три медали разного достоинства в индивидуальных стартах. Стал чемпионом на дистанции 100 метров баттерфляем, бронзовым призёром на 50 метрах баттерфляем и 100 метрах вольным стилем.
На Олимпийских играх 2024 года в Париже стал бронзовым призёром в комбинированной эстафете 4×100 метров. На дистанции 100 метров баттерфляем занял пятое место.
На чемпионате мира 2025 года в Сингапуре выиграл золото на дистанцяих 50 и 100 метров баттерфляем.